# Festiwal Piosenki Radzieckiej
Festiwal Piosenki Radzieckiej – festiwal muzyczny, organizowany w latach 1965–1989 w Zielonej Górze.

## Historia
Pierwsze edycje festiwalu organizowało Towarzystwo Przyjaźni Polsko-Radzieckiej. Z czasem do współpracy w organizacji dołączyło Ministerstwo Kultury i Sztuki. Głównymi nagrodami były Złote, Srebrne i Brązowe Samowary.
Pierwszy festiwal odbył się w 1965 roku. Festiwal cieszył się największą popularnością w latach 70. Ostatnia edycja odbyła się w czerwcu 1989 roku.
Prowadzącymi festiwalu byli m.in.: Krystyna Loska, Jan Suzin, Tadeusz Sznuk, Edyta Wojtczak, Maria Wróblewska. W skład jury wchodzili m.in.: Aleksander Bardini, Tadeusz Wojciech Maklakiewicz, Czesław Niemen, Władysław Szpilman, Wojciech Trzciński. Występom wykonawców towarzyszyli dyrygenci ze swymi orkiestrami (m.in. Stefan Rachoń z Orkiestrą Polskiego Radia i Telewizji, Zygmunt Hassa, Henryk Debich). Kierownikiem muzycznym festiwalu był Jerzy Milian.
Laureatami festiwalu byli m.in.: Małgorzata Ostrowska (1975), Urszula Kasprzak (1977). Na festiwalu wystąpili również m.in.: Michał Bajor, Mieczysław Fogg, Anna German, Irena Jarocka, Grażyna Łobaszewska, Alicja Majewska, Maryla Rodowicz (1979), Janusz Panasewicz (w 1981), Łucja Prus, Irena Santor, Urszula Sipińska, Zdzisława Sośnicka, Izabela Trojanowska, Budka Suflera, Czerwone Gitary, Trubadurzy. Na festiwalu występowali również artyści ze Związku Radzieckiego (m.in. Ałła Pugaczowa i Żanna Biczewska).
W okresie festiwalu odbywały się również inne wydarzenie kulturalne poświęcone przyjaźni polsko-radzieckiej: festiwal dziecięcych zespołów pieśni i tańca Barwy Przyjaźni, Dni Literatury Radzieckiej, polsko-radzieckie plenery malarskie, kiermasze płyt muzycznych i książek.
Odpowiednikiem festiwalu w ZSRR był Festiwal Piosenki Polskiej w Witebsku, który odbył się w 1988 i 1990.